# Distrito de Hoshiarpur
O distrito de Hoshiarpur é um distrito do estado de Punjab, no norte da Índia. Hoshiarpur, um dos distritos mais antigos de Punjab, está localizado na parte nordeste do estado de Punjab e compartilha fronteiras comuns com o distrito de Gurdaspur nos distritos noroeste, Jalandhar e Kapurthala no sudoeste, distritos de Kangra e Una em Himachal. Pradesh, no nordeste. O distrito de Hoshiarpur é composto por 4 subdivisões, 10 blocos de desenvolvimento comunitário, 9 corpos locais urbanos e 1417 aldeias. O distrito tem uma área de 3365 km2. e uma população de 1.586.625 pessoas conforme o censo de 2011.